# Elias Vogel
Elias Vogel (* um 1528 in Marienberg; † nach 1596 in Dresden) war ein sächsischer Hofbeamter, Dresdner Ratsherr und Bürgermeister.

## Leben

### Herkunft und Familie
Vogel stammte aus dem Erzgebirge und wurde um 1528 (das genaue Geburtsdatum ist unbekannt) in Marienberg geboren. Sein Magistertitel weist auf eine universitäre Ausbildung hin. Im Anschluss trat er in die Dienste des Landesherrn und wurde Hofsekretär. Spätestens seit den 1560er Jahren lebte er mit seiner Frau Sybille, geb. Scheutzlich in Dresden, wo 1566 seine Tochter Barbara geboren wurde. 1571 kam seine zweite Tochter Sibylle (1571–1617) zur Welt. Sie war später Ehefrau des Kurfürstlich-Sächsischen Landrentmeisters Matthias Hanitzsch. 1572 erhielt Vogel das Dresdner Bürgerrecht.

### Wirken als kurfürstlicher Beamter
Der juristisch gebildete Magister Elias Vogel gehörte als Beamter der Kanzlei des sächsischen Landesherrn an und hatte dort das Amt eines kurfürstlichen Lehnssekretärs inne. Die Lehnsverwaltung bildete seit Mitte des 16. Jahrhunderts einen wichtigen Bereich innerhalb der Landesregierung und nahm die Funktion des Landesherrn als oberstem Lehnsherrn wahr. Aus diesem Grund genossen die jeweiligen Lehnssekretäre ein hohes Ansehen und verfügten über erheblichen politischen Einfluss.
Verschiedene Akten und Urkunden belegen Vogels Beteiligung an wichtigen Aktionen des Staates und des Kurfürsten. So war er 1585 maßgeblich an der Verhaftung der wegen Zauberei angeklagten Adligen Sophia von Zaschnitz beteiligt. Am 20. April erging ein Befehl des Kurfürsten an seinen Lehnssekretär Elias Vogel „… H. v. Taubenheim doselbst in sein hauß an vnser hand (zu) bestricken, sein weib aber sambt ihrem gesinde vnd vf wehn der örtter sönsten meher Icht was ausgesagt, vnnd getzeuget wirt in verhaftung kegen Leißnig (zu) nehme, sie vnderschiedlich wol (zu) verwahre …“ Die im Gut Noschkowitz lebende Ehefrau des Herrn von Taubenheim war zuvor als „Zauberin“ denunziert worden, wobei sich ihre Hexerei auch gegen den Kurfürsten selbst gerichtet haben soll. Sophia von Zaschnitz wurde deswegen später angeklagt und in einem aufsehenerregenden Prozess wegen Ehebruchs und Hexerei hingerichtet. 
Auch in die politisch brisante Affäre um Anna von Sachsen, Tochter des Kurfürsten Moritz, war Vogel einbezogen. Die Gemahlin von Wilhelm I. von Oranien-Nassau war nach Trennung von ihrem Mann und einem längeren Rechtsstreit 1576 in einen gesicherten Raum des Dresdner Schlosses eingesperrt worden und musste dort die letzten Monate ihres Lebens verbringen. Nach ihrem Tod 1577 wurde diese Kammer wieder verschlossen und erst anderthalb Jahre später auf Veranlassung der Kurfürstin geöffnet. Kammersekretär Jenitz und der als Notar eingesetzte Magister Elias Vogel übernahmen dabei die Aufsicht und die Regelung des Nachlasses.
Für seine Verdienste wurde Elias Vogel 1581 von Kurfürst August mit dem Landrichtergut Thalheim und dessen Einkünften belehnt. Aus dem gleichen Jahr ist die Prägung einer Gedenkmünze für Vogel nachweisbar.

### Wirken als Ratsherr und Bürgermeister
Nachdem 1589 bereits das Amt des regierenden Bürgermeisters auf Weisung des Kurfürsten Christian I. mit Hans Plansdorf besetzt worden war, traten mit Elias Vogel und Bastian Kröß im gleichen Jahr zwei weitere Vertraute des Regenten in den Stadtrat ein. Mit diesen Besetzungen sollte der Einfluss des Landesherren auf städtische Belange weiter gestärkt werden. Bereits ein Jahr nach dem Beginn seiner Ratsmitgliedschaft übernahm Elias Vogel das Bürgermeisteramt und hatte dieses 1593 und 1596 erneut inne. Gleichzeitig wird er letztmals im Verzeichnis der Ratsmitglieder geführt. Zu den wichtigsten politischen Entscheidungen seiner Amtszeit gehörte die Ablehnung des von Kurfürst Christian I. geforderten Abbruch und Neubaus des Dresdner Rathauses. Grund waren die durch den Umbau der Kreuzkirche aufgelaufenen hohen Schulden des Rates. Auf Bitten der drei Bürgermeister Plansdorf, Vogel und Kröß wurden die bereits begonnenen Arbeiten am 22. Januar 1592 eingestellt.